# Bekstvo iz pakla
Bekstvo iz pakla je 20. epizoda stripa Poručnik Tara objavljena premijerno u bivšoj Jugoslaviji u Stripoteci #522 od 28.11.1978. Cena broja bila je 10 dinara. Epizoda je imala 14 strana. Objavljena je na stranama 35-48. Stripoteku je objavljivao NIP Forum iz Novog Sada. Izlazila je jednom nedeljno. Epizodu je nacrtao Bane Kerac, a scenario napisao Svetozar Obradović. Na tabli 1 se pojavljuje datum 1.12.1977, što znači da je epizoda verovatno započeta u kasnu 1977, a završena 1978. godine.

## Kratak sadržaj
(U izradi)